# 1960-as magyar férfi vízilabdakupa
A magyar férfi vízilabdakupa 1960-as kiírását az Újpesti Dózsa nyerte.

## Lebonyolítás
A kupára tizennégy csapat nevezett. Az OB I első nyolc helyezettjét kiemelték. A többi csapat selejtezőt játszott. A mérkőzéseket az új szabályok szerint 4 × 5 perces negyedekkel és 2 perces szünetekkel rendezték. Valamennyi összecsapást a Sportuszodában rendezték meg.

## Eredmények

### Selejtező
játéknap: november 16., 23., 30.
A csoport
| Hely. | Csapat          | M | Gy | D | V | G+ | G– | Gk | P | Továbbjutás vagy kiesés       |  | BPSP | BVSC | B SP |
| ----- | --------------- | - | -- | - | - | -- | -- | -- | - | ----------------------------- |  | ---- | ---- | ---- |
| 1.    | Bp. Spartacus   | 1 | 1  | 0 | 0 | 3  | 2  | +1 | 2 | Továbbjutott a nyolcaddöntőbe |  | —    | 3–2  |      |
| 2.    | BVSC            | 1 | 0  | 0 | 1 | 2  | 3  | −1 | 0 | Továbbjutott a nyolcaddöntőbe |  | 2–3  | —    |      |
| 3.    | Budai Spartacus | 0 | 0  | 0 | 0 |    |    | —  | 0 | Visszalépett                  |  |      |      | —    |

B csoport
| Hely. | Csapat      | M | Gy | D | V | G+ | G– | Gk | P | Továbbjutás vagy kiesés       |  | TIP | MTK   | CSEP  |
| ----- | ----------- | - | -- | - | - | -- | -- | -- | - | ----------------------------- |  | --- | ----- | ----- |
| 1.    | Tipográfia  | 2 | 1  | 1 | 0 | 8  | 4  | +4 | 3 | Továbbjutott a nyolcaddöntőbe |  | —   | 2–2   | 6–2   |
| 2.    | MTK         | 2 | 1  | 1 | 0 | 14 | 12 | +2 | 3 | Továbbjutott a nyolcaddöntőbe |  | 2–2 | —     | 12–10 |
| 3.    | Csepel Autó | 2 | 0  | 0 | 2 | 12 | 18 | −6 | 0 |                               |  | 2–6 | 10–12 | —     |

### Nyolcaddöntő
játéknap: december 1., 3.
| 1. csapat        | Eredmény | 2. csapat     |
| ---------------- | -------- | ------------- |
| Ferencváros      | 6–0      | Bp. Spartacus |
| Újpesti Dózsa    | 5–4      | BVSC          |
| Bp. Honvéd       | 5–1      | Tipográfia    |
| Bp. Vörös Meteor | 6–5      | MTK           |

### Negyeddöntő
játéknap: december 10., 11.
| 1. csapat     | Eredmény | 2. csapat        |
| ------------- | -------- | ---------------- |
| Újpesti Dózsa | 4–2      | Szolnoki Dózsa   |
| Vasas Izzó    | 4–6      | Ferencváros      |
| Bp. Honvéd    | 7–6      | Vasas SC         |
| Egri Vasas    | 3–4      | Bp. Vörös Meteor |

### Elődöntő
játéknap: december 17.
| 1. csapat     | Eredmény | 2. csapat        |
| ------------- | -------- | ---------------- |
| Újpesti Dózsa | 6–2      | Ferencváros      |
| Bp. Honvéd    | 4–1      | Bp. Vörös Meteor |

### 3. helyért
játéknap: december 18.
| 1. csapat   | Eredmény | 2. csapat        |
| ----------- | -------- | ---------------- |
| Ferencváros | 6–1      | Bp. Vörös Meteor |

### Döntő
| 1960. december 18. 18:00 | Újpesti Dózsa           | 4–3 | Bp. Honvéd                 | Sportuszoda Nézőszám: 800 Játékvezetők: Schlenker |
| 1960. december 18. 18:00 | (2–0, 0–2, 1–1, 1–0)    |     |                            | Sportuszoda Nézőszám: 800 Játékvezetők: Schlenker |
| 1960. december 18. 18:00 | Hanák 2 Svéda 1 Varga 1 |     | Vedlik 1 Németh 1 Gallov 1 | Sportuszoda Nézőszám: 800 Játékvezetők: Schlenker |

Az Újpesti Dózsa kupagyőztes csapata: Lukász Marcell — Dömötör Zoltán, Hanák, Kusztos András, Mayer Mihály, Sóti Zsolt, Spliesz Sándor, Svéda, Varga Gábor, edző: Pataki Imre 